# Dutsin-Ma
Dutsin-Ma é uma Área de governo local no estado de Catsina, na Nigéria. Sua sede é na cidade de Dutsin Ma, onde fica a represa de Zobe.
O LGA tem uma área de 527 km² e uma população de 169.671 no censo de 2006. O código postal da área é 821.

## História
O nome Dutsin-ma foi derivado do nome de um caçador que costumava viver na rocha/refúgio principal que está localizada no coração da cidade há décadas, seu nome era MA e rocha/refúgio significa (Dutsi) na língua hauçá, então as pessoas começaram a chamar a rocha/refúgio como Dutsin-ma, então os povos começaram a vir e morar perto e ao redor da rocha devido à disponibilidade de água. Dutsin-ma passou a ter um governo local em 1976. O presidente é o chefe oficial do governo local. Os habitantes do governo local são predominantemente Hauçás e Fulas. Sua ocupação principal é a agricultura (irrigação, aquicultura, agricultura anual, etc.) e criação de animais.